# Leucoloma pygmaeum
Leucoloma pygmaeum är en bladmossart som beskrevs av Jean Édouard Gabriel Narcisse Paris 1904. Leucoloma pygmaeum ingår i släktet Leucoloma och familjen Dicranaceae. Inga underarter finns listade i Catalogue of Life.